# Мирлоги
Мирло́ги —  село в Україні, у Білопільській міській громаді Сумського району Сумської області. Населення становить 24 особи. До 2018 орган місцевого самоврядування - Павлівська сільська рада.

## Географія
Село Мирлоги розташоване на відстані 2 км від лівого берега річки Павлівка. На відстані 2.5 км розташовані села Катеринівка, Павлівка, Мелячиха та Діброва.
Поруч протікає струмок, що пересихає із великою загатою.

## Історія
- Село постраждало внаслідок геноциду українського народу, проведеного урядом СССР 1923-1933 та 1946-1947 роках[джерело?].
- 12 червня 2020 року, відповідно до розпорядження Кабінету Міністрів України № 723-р «Про визначення адміністративних центрів та затвердження територій територіальних громад Сумської області», село увійшло до складу Білопільської міської громади[1].
- 19 липня 2020 року, в результаті адміністративно-територіальної реформи та ліквідації Білопільського району, село увійшло до складу новоутвореного Сумського району[2].